# 마당 (땅)

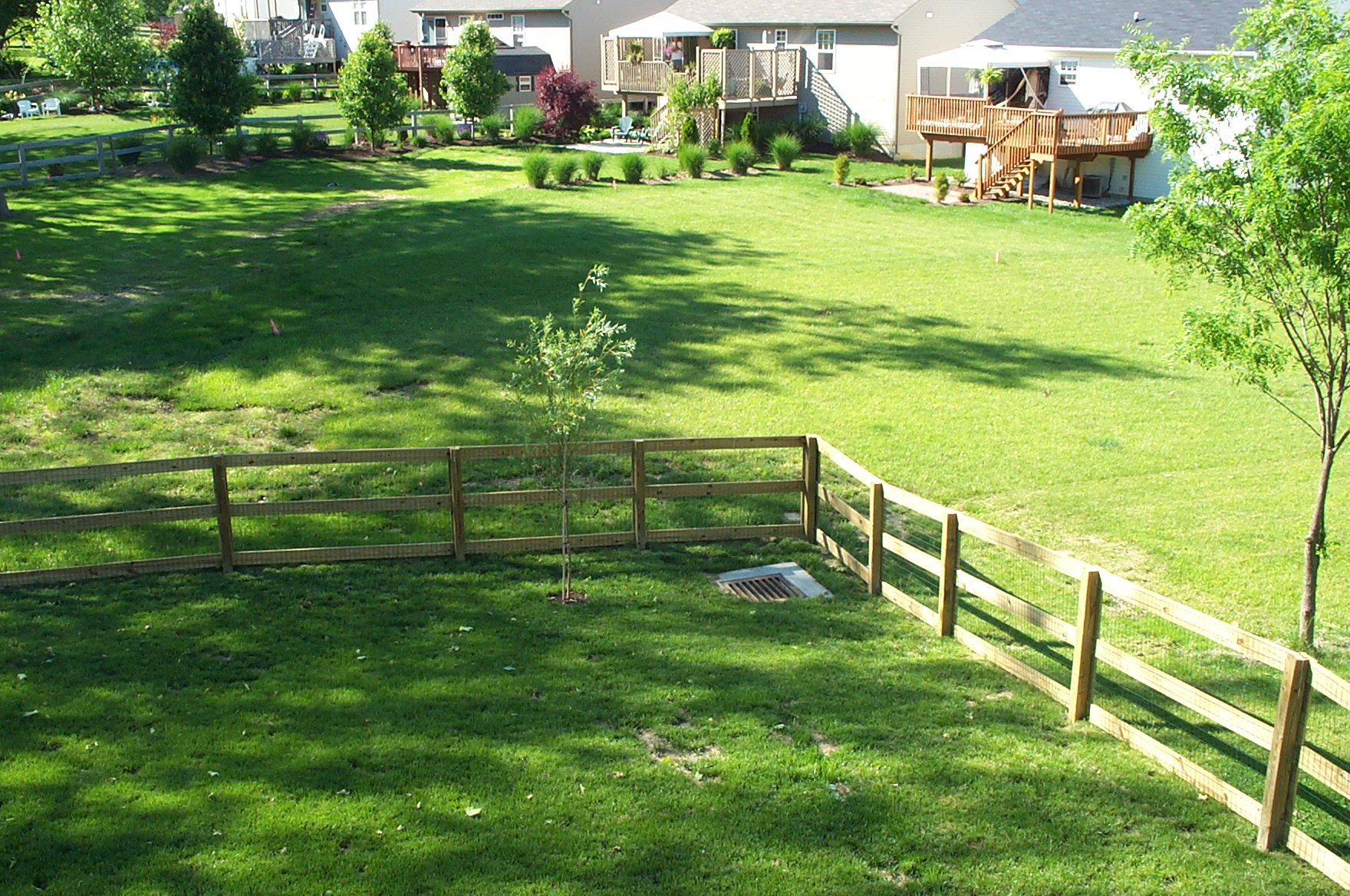
뒷뜰

마당은 하나 이상의 건물에 바로 인접한 토지 영역이다. 폐쇄된 형태일 수도 있고 개방된 형태일 수도 있다. 이 단어는 정원이라는 단어와 동일하게 취급되는 경우가 많다. 영어로는 야드(yard)라고 한다.

## 같이 보기
- 위요지
- 우리 (울타리)
- 스코틀랜드 야드
- 생태지역
- 야드 (동음이의)